# 绍兴市第二医院
绍兴市第二医院为位于中国浙江省绍兴市越城区延安路123号的一座三级乙等医院，最初为1910年由美国基督教会北美浸礼会传教士高福林（F·W·Goaaard）于南街马坊桥所创办的教会医院福康医院（亦名绍兴南街基督教医院），原为以眼科为主的西医诊所，亦是绍兴最早的近现代医院。1954年10月改为绍兴市第二医院（因绍兴县市合并曾一度称为绍兴县第二医院）。医院现占地面积57亩，建筑面积14万平方米，开放床位1248张，职工近1300名，该院的中西医结合肾病专科为浙江省医学重点专科扶植单位。
该院存有建院初期的建筑一栋，位于延安路与新建路的交叉口东北侧，原为用于手术、输液及行政办公的医院大楼，俗称红楼，现为医院院史馆。该建筑原为两层的西式平顶楼房，采用青砖砌筑、红砖装饰，1921年在此基础上加建一层，用作护士学校，新建部分的屋顶与门窗均为中式。